# Commentaire d'arrêt

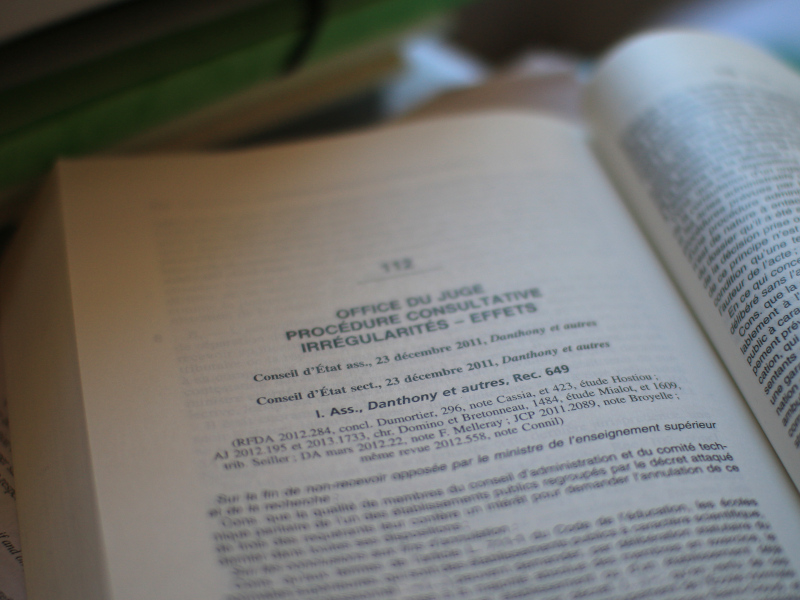
Un commentaire d'un arrêt du Conseil d'État français dans le recueil des Grands arrêts de la jurisprudence administrative.

Le commentaire d'arrêt est une analyse juridique écrite et détaillée d'un jugement (appelé arrêt dans certains cas). Il commence par une fiche d'arrêt, qui est un résumé de l'affaire et identifie sommairement la règle de droit appliquée au cas. Dans la culture des facultés de droit françaises, le commentaire doit impérativement être divisé en deux parties avec deux sous-parties. Dans les sciences juridiques allemandes, personne ne fait de commentaire d'arrêt, parce que les jurisprudences allemandes développent abondamment leurs motifs et sont soucieuses d'adopter un style clair, se passant ainsi de commentaire. En France, la Cour de Cassation a annoncé en 2019 réformer le style de ses arrêts pour les rendre plus clairs et pour développer davantage les motifs des décisions, en réaction entre autres à une réprimande de la part de la Cour européenne des droits de l'homme qui n'était pas parvenu à comprendre un de ses arrêts. Certains professeurs de droit français présentent le commentaire d'arrêt comme désuet, appelant à un renouveau de la pédagogie juridique.